# Arsenal Helsinki
Arsenal ist ein 1935 gegründeter Sportverein aus der finnischen Hauptstadt Helsinki.
Der Verein hatte während seiner Geschichte verschiedene Abteilungen. So besteht die Eishockeyabteilung heute nicht mehr. In der Saison 1948/49 spielte die Abteilung jedoch noch in der ersten Liga. Auch die Fußballmannschaft hatte in den Nachkriegsjahren ihre erfolgreichste Zeit und spielte damals zeitweise in der zweithöchsten Liga.
Die erfolgreichste Sektion des Vereins ist die Handballabteilung. Sie spielte 47 Jahre ununterbrochen in der höchsten Spielklasse Finnlands. 1961, 1962 und 1963 wurde Arsenal finnischer Meister. Außerdem wurde Arsenal fünfmal Vizemeister und achtmal Dritter der finnischen Meisterschaft. Als finnischer Meister nahm Arsenal somit auch am Europapokal der Landesmeister teil. 1961/62 scheiterte der Verein am sowjetischen Vertreter Burewestnik Kiew mit 11:26, in der Folgesaison am IK Heim aus Schweden. 1963/64 fiel der Wettbewerb aus.